# Der Ruf (2020)
Der Ruf ist ein deutscher Kurzfilm von Karl-Friedrich König aus dem Jahr 2020.

## Handlung
Der junge christliche Fundamentalist Ben und sein noch unerfahrener Begleiter Steffen kommen im Hochsommer auf einer Missionierungsreise in ein Dorf in Thüringen, wo sie mit den Einwohnern über Jesus sprechen und Gebet anbieten. Wortführer ist Ben, doch er setzt Steffen unter Druck, auch selbst Gespräche zu führen, obwohl dieser dabei offenbar in großer Verlegenheit ist und keine klaren Gedanken äußern kann. 
An der Kante eines stillgelegten Steinbruchs treffen sie einige Jugendliche. Launig wird Ben aufgefordert, in die Tiefe zu springen, um zu beweisen, dass Jesus rettet; er antwortet, man solle Gott nicht herausfordern. Als eines der Mädchen sie bittet, für sie zu beten, stammelt Steffen wieder nur herum und wird später von Ben heftig dafür kritisiert. Aus Bens Perspektive versucht der Teufel, Steffen zu schwächen, und Steffen müsse dem entschiedener widerstehen, um Gott nicht zu enttäuschen. Unter dem von Ben aufgebauten Erfolgsdruck entgleist Steffen mehrmals leicht, was Ben in seiner Meinung nur bestärkt.
An einer Straßenkreuzung bieten sie vor einigen verstreuten Zuhörern christlichen Hip-Hop dar und wollen aus ihrem Leben erzählen. Professionell moderiert Ben die Geschichte Steffens an, der erst kürzlich im Gefängnis zum Glauben an Jesus gefunden habe, und übergibt ihm dann das Mikrofon, damit er vor den Leuten seinen Glauben bezeugt. In Steffens Kopf hallt jedoch nur die Ablehnung wider, der er den ganzen Tag über ausgesetzt war. Wortlos geht er davon zum Steinbruch, springt nach einem kurzen Gebet um Rettung die Felskante hinunter und versinkt unten im See. Diese letzte Einstellung wird noch eine Zeitlang gehalten, während sich die Wellen verlaufen und ansonsten nichts geschieht.

## Veröffentlichung und Rezeption
Der von der Leipziger 2Könige Film produzierte Kurzfilm hatte seine Uraufführung am 10. September 2020 beim Filmfest Dresden in der Schauburg. Er wurde dort mit dem Publikumspreis Mitteldeutsche Filmnacht ausgezeichnet.
Beim Blicke28 Festival für Film und Videokunst wurde der Film mit dem Querdenker-Preis ausgezeichnet. Die Jury nannte den Film eine „fast epische“ Mischung aus Bibelfilm und Western, der „existentielle Fragen von Glauben und Zweifel, Scheitern und Falschverstehen“ thematisiere. Die Schauspiel-Inszenierung, Dialoge und Kameraführung wurden von der Jury als „herausragend“ gelobt.
Über den Anbieter Filmsortiment wird der Film auch als Unterrichtsfilm verliehen.